# دانشگاه سنت ادواردز

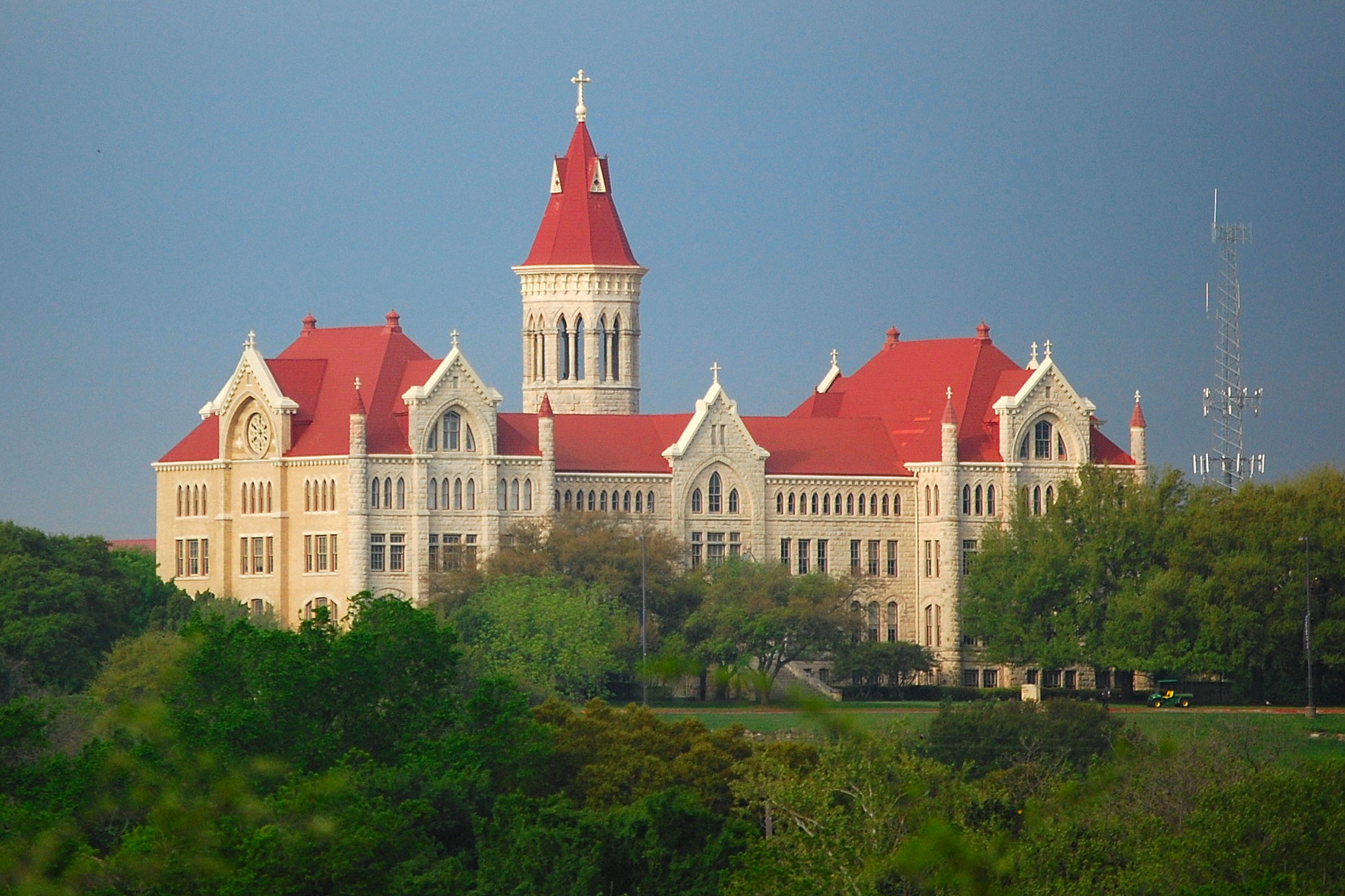

دانشگاه سنت ادواردز (به انگلیسی: St. Edward's University) یکی از ده دانشگاه شهر آستین در ایالت تگزاس در ایالات متحده آمریکا می‌باشد.
این دانشگاه یک موسسه آموزش عالی با پشتوانه کاتولیک است.

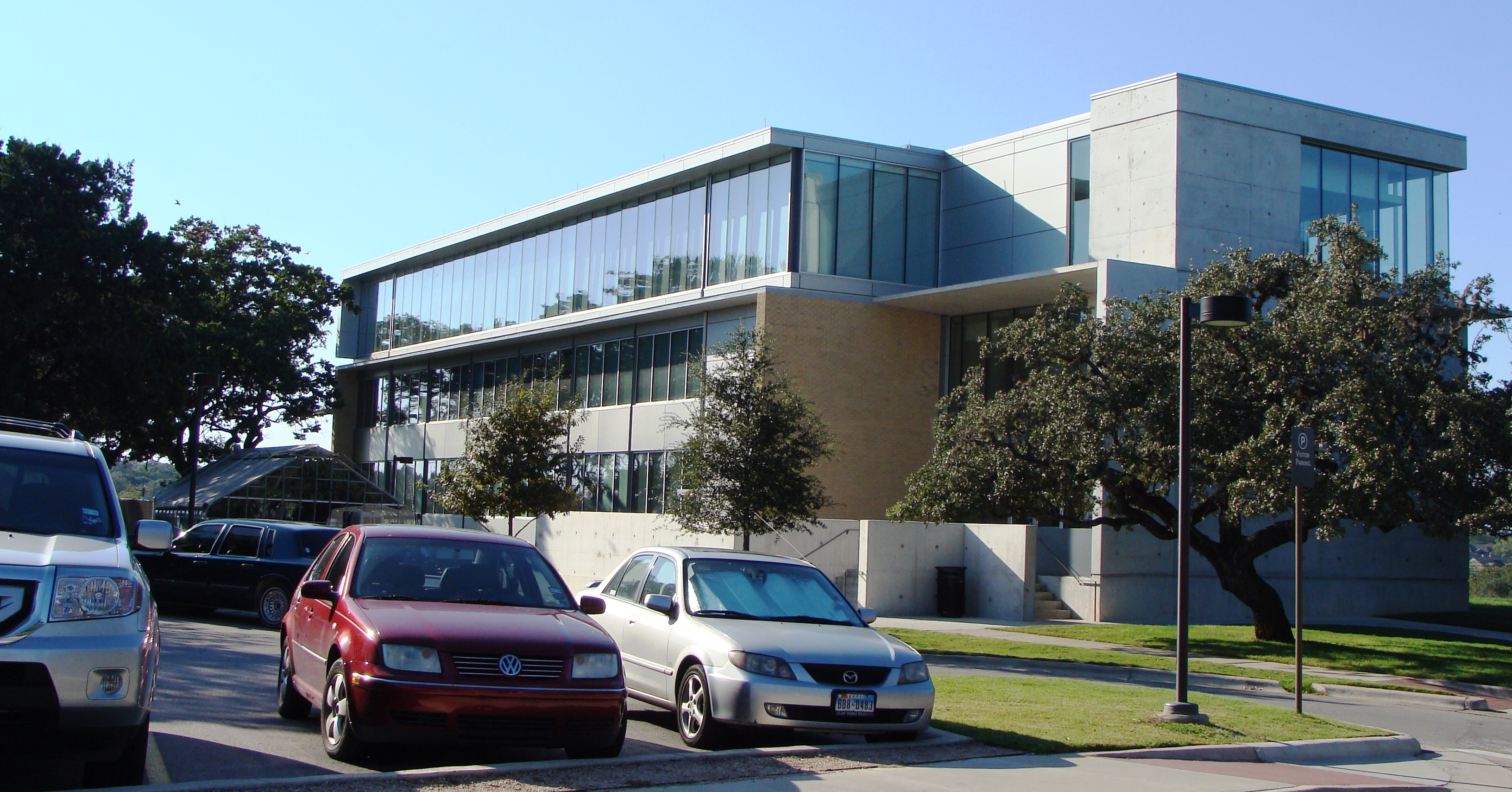
دانشکده تربیت و تعلیم

## نگارخانه

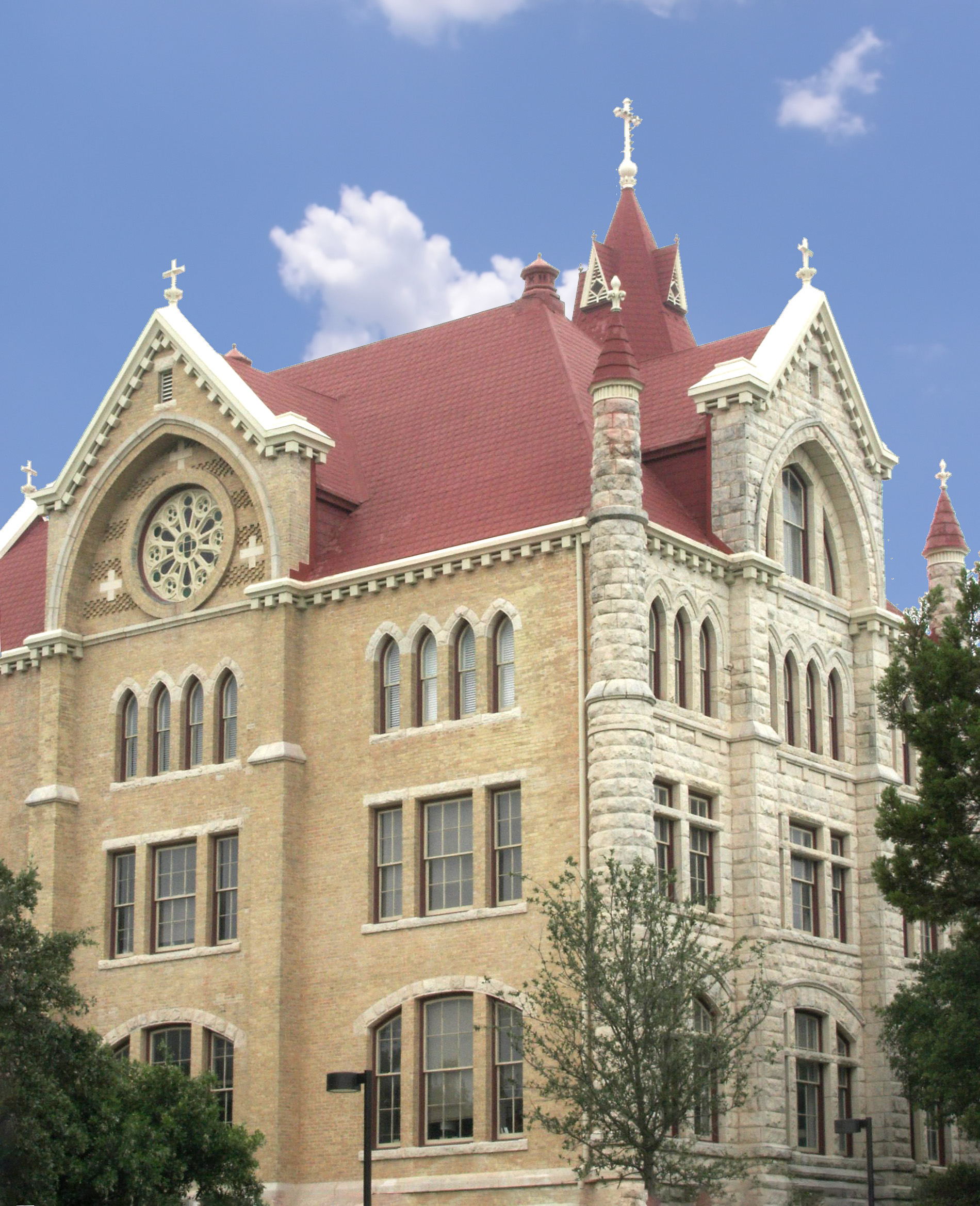
نمای جنوبشرقی از ساختمان اصلی